# غوردون سكارليت
غوردون سكارليت (بالإنجليزية: Gordon Scarlett)‏ هو سباح جامايكي، ولد في 17 أغسطس 1967.

## وصلات خارجية
- غوردون سكارليت على موقع الاتحاد الدولي للسباحة (الإنجليزية)
- غوردون سكارليت على موقع أوليمبيديا (الإنجليزية)